# Gravitacijsko polje
Gravitacijsko polje je područje u kojem na tijela s masom djeluje gravitacijska sila. Predstavlja fizikalni model za opis kako gravitacija djeluje u svemiru.

## Pregled
Gravitacijsko polje određuje se prema  jakosti gravitacijskog polja , kao što je naznačeno slovom g i je definiran kao:
{\displaystyle g={\frac {F}{m}}\!\,,}
u čemu je:
- {\displaystyle F} - gravitacijska sila,
- {\displaystyle m} - masa tijela.

Gravitacijsko polje je vektorsko polje te je u osnovi isto gravitacijsko ubrzanjem u danoj točki.
{\displaystyle g({\vec {\mathbf {r} }})=-\nabla \phi _{g}({\vec {\mathbf {r} }})\!\,.}
Snaga gravitacijskog polja može biti napisana kao gradijent gravitacijskog potencijal:
{\displaystyle g=-\nabla \phi _{g}\!\,.}
Jakost gravitacijskoga polja na zemaljskoj površini iznosi:
{\displaystyle g=9,807{\frac {\mathrm {m} }{\mathrm {s} ^{2}}}\!\,.}

## Jakost Zemljinog gravitacijskog polja
Na površini Zemlje iznosi:
{\displaystyle g_{o}={\frac {\kappa M}{R^{2}}}={\frac {6,6742\cdot 10^{-11}\cdot 5,9742\cdot 10^{24}}{6372797^{2}}}=9,8179\;\mathrm {m} /\mathrm {s} ^{2}\!\,,}
gdje su:
- {\displaystyle M} - masa Zemlje (M = 5,9742 · 1024 kg),[3]
- {\displaystyle R} - srednji polmer Zemlje (R = 6372797 m),[3]
- {\displaystyle \kappa } - gravitacijska konstanta ({\displaystyle \kappa =6,6742\cdot 10^{-11}} m3/kg s2).

Iznad površine Zemlje: 
{\displaystyle g={\frac {g_{o}R^{2}}{r^{2}}};\quad r=R+h\!\,,}
pri čememu je {\displaystyle h} daljina do izbrane točke nad površinom Zemlje. Gornja jednadžba može biti izvedena iz {\displaystyle g_{o}={\frac {\kappa M}{R^{2}}}} ter {\displaystyle g={\frac {\kappa M}{r^{2}}}}.

## Jakost Sunčanog gravitacijskoga polja
Na Suncu je:
{\displaystyle g_{\bigodot }={\frac {\kappa m_{\bigodot }}{r_{\bigodot }^{2}}}={\frac {6,6742\cdot 10^{-11}\cdot 1,989\cdot 10^{30}}{(6,960\cdot 10^{8})^{2}}}=274,04\;\mathrm {m} /\mathrm {s} ^{2}\!\,,}
tako da je:
{\displaystyle {\frac {g_{\bigodot }}{g_{o}}}\approx 28\!\,.}

## Vanjske poveznice
- Pople, S. ([1996] 1998). Fizika: Shematski pregledi. Ljubljana: Tehniška založba Slovenije, str. 34-35. ISBN 86-365-0253-5
- Breuer, H. ([1987, 1988] 1993). Atlas klasične in moderne fizike. Ljubljana: DZS, str. 45. ISBN 86-341-1105-9 (COBISS)